# Church in Wales
Die Church in Wales (walisisch Eglwys yng Nghymru; Kirche in Wales) ist die Mitgliedskirche der Anglikanischen Gemeinschaft für Wales. Die Church in Wales ist Mitglied der Porvoo-Gemeinschaft und hat mit diesen Kirchen volle Kirchengemeinschaft vereinbart.

## Geschichte
Als im Zuge der Reformation infolge der Suprematsakte eine anglikanische Staatskirche geschaffen wurde, wurde diese auch in Wales etabliert, da Wales seit der englischen Eroberung im 13. Jahrhundert zum Königreich England gehörte. Bis 1920 unterstanden die walisischen Diözesen dem Primas von Canterbury.
Im 19. Jahrhundert wandten sich mehr und mehr Waliser, vor allem unter den Bergleuten und den Industriearbeitern, von der Staatskirche ab und örtlichen freien, „nonkonformistischen“ Kirchengemeinden zu. Die Church of England galt ihnen als ein Instrument der englischen Herrschaft und der Durchsetzung der englischen Sprache zu Lasten des Walisischen. Walisische Politiker, darunter David Lloyd George, forderten daher, die anglikanische Kirche in Wales von der Church of England zu lösen. Dies geschah durch ein 1914 vom britischen Parlament verabschiedetes Gesetz, den Welsh Church Act 1914. Infolge des Ersten Weltkrieges trat das Gesetz erst 1920 in Kraft. Durch den Welsh Church Act wurde die anglikanische Kirche in Wales selbständig und zugleich ihres Status als etablierte Staatskirche entkleidet („disestablishment“) – daher auch der heutige Name Church in Wales statt Church of Wales. Sie verlor folglich das Recht, den Zehnt einziehen zu dürfen, und ihren Grundbesitz („disendowment“). Durch ihr theologisches Erbe und nicht zuletzt aufgrund ihrer Tradition der Abgrenzung von den nonkonformistischen Bewegungen seit dem 19. Jahrhundert ist die Church in Wales bis heute durch eine Tendenz zur High Church geprägt.
Im Jahr 1997 wurden erstmals Frauen als Geistliche der Church in Wales ordiniert. Seit 2013 können Frauen auch zu Bischöfinnen geweiht werden. Im Januar 2017 wurde mit Joanna Penberthy die erste anglikanische Bischöfin in der Church in Wales in ihr Amt eingeführt.

## Mitgliedschaft, Gliederung und Leitung
Der Begriff „Mitgliedschaft“ wird in der Church in Wales im engeren Sinne und im weiteren Sinne gebraucht. Im engeren Sinne sind diejenigen Mitglieder, die sich förmlich haben einschreiben lassen und damit z. B. bei Wahlen für kirchliche Gremien wahlberechtigt sind. Im weiteren Sinne werden alle Gottesdienstbesucher als Mitglieder betrachtet. Im Jahre 2014 nahmen sonntags durchschnittlich rund 36.000 Gläubige an den Gottesdiensten teil. Den besten Gottesdienstbesuch gab es 2014 zu Ostern mit gut 52.000 Gläubigen.
Die Church in Wales umfasst gut 900 Pfarreien (parishes) in sechs Diözesen (Stand 2020).
| Wappen | Diözese                                                   | Kathedrale                                                    | Kathedrale | Lage der Diözesen in Wales            | Webseite                    |
| ------ | --------------------------------------------------------- | ------------------------------------------------------------- | ---------- | ------------------------------------- | --------------------------- |
|        | Diözese Bangor Bischof von Bangor                         | Cathedral of Saint Deiniol, Bangor                            |            |                                       | bangor.churchinwales.org.uk |
|        | Diözese Llandaff Bischof von Llandaff                     | Kathedrale von Llandaff, Llandaff (ein Stadtteil von Cardiff) |            | llandaff.churchinwales.org.uk         |                             |
|        | Diözese Monmouth Bischof von Monmouth                     | Cathedral of St. Woolos, King & Confessor, Newport            |            | monmouth.churchinwales.org.uk         |                             |
|        | Diözese St Asaph Bischof von St Asaph                     | Kathedrale von St Asaph, St Asaph                             |            | stasaph.churchinwales.org.uk          |                             |
|        | Diözese St Davids Bischof von St Davids                   | St David's Cathedral, St Davids                               |            | stdavids.churchinwales.org.uk         |                             |
|        | Diözese Swansea und Brecon Bischof von Swansea und Brecon | Cathedral of St John the Evangelist, Brecon                   |            | swanseaandbrecon.churchinwales.org.uk |                             |

## Erzbischöfe von Wales
Primas als Primus inter pares der Bischöfe ist seit 1920 der Erzbischof von Wales. Anders als in der Church of England ist dieses Amt nicht an einen bestimmten Bischofssitz gebunden. Seit 2021 trägt Andy John (Bischof von Bangor), den Titel des Erzbischofs von Wales. Mit den übrigen Bischöfen bildet er das Bischofskollegium, die Bench of Bishops.
Die Bischöfe gehören gemeinsam mit 51 Vertretern des übrigen Klerus und 81 Vertretern der Laien zum Governing Body, d. h. zur Synode, als höchster kirchenleitender Instanz.

### Liste
- 1920–1934 Alfred George Edwards (Bischof von St Asaph)
- 1934–1944 Charles Alfred Howell Green (Bischof von Bangor)
- 1944–1949 David Lewis Prosser (Bischof von St David's)
- 1949–1957 John Morgan (Bischof von Llandaff)
- 1957–1967 Edwin Morris (Bischof von Monmouth)
- 1968–1971 William Glyn Hughes Simon (Bischof von Llandaff)
- 1971–1982 Gwilym Owen Williams (Bischof von Bangor)
- 1983–1986 Derrick Greenslade Childs (Bischof von Monmouth)
- 1987–1991 George Noakes (Bischof von St David's)
- 1991–1999 Alwyn Rice Jones (Bischof von St Asaph)
- 1999–2002 Rowan Williams (Bischof von Monmouth) (danach Erzbischof von Canterbury in der Church of England)
- 2003–2017 Barry Morgan (Bischof von Llandaff)
- 2017–2021 John Davies (Bischof von Swansea und Brecon)
- 2021–2025 Andrew Thomas Griffith John (Bischof von Bangor)[10]